# Gelis pavlovskii
Gelis pavlovskii är en stekelart som beskrevs av Jonaitis 1981. Gelis pavlovskii ingår i släktet Gelis och familjen brokparasitsteklar. Inga underarter finns listade i Catalogue of Life.